# Експериментална математика (списание)
Experimental Mathematics или Експериментална математика е научно списание по математика, издавано от A K Peters, Ltd. четири пъти в годината. Списанието публикува широк подбор от материали по експериментална математика. Мисията на списанието описва неговата цел така: „Списание Експериментална математика публикува оригинални материали, които съдържат формални резултати, вдъхновени от експерименти, също предположения, изведени от експерименти, и данни, подкрепящи значими хипотези.“ От 2010 главен редактор е Юри Чинкел (Институт по математически науки Кърант).